# Coppa Davis 2009 Zona Americana
La Zona Americana (Americas Zone) è una delle 3 divisioni zonali nell'ambito della Coppa Davis 2009. Essa è a sua volta suddivisa in quattro gruppi (Group I, Group II, Group III, Group IV) formati rispettivamente da 6, 8, 16 e 5 squadre, inserite in tali gruppi in base ai risultati ottenuti l'anno precedente.

## Gruppo I
|                                                     | Play-off 2º turno 18-20 settembre                   | Play-off 2º turno 18-20 settembre                   | Play-off 2º turno 18-20 settembre                   |                                                     |  | Play-off 1º turno 10-12 luglio | Play-off 1º turno 10-12 luglio | Play-off 1º turno 10-12 luglio |                    |                                  | 1º turno 6-8 marzo               | 1º turno 6-8 marzo               | 1º turno 6-8 marzo               |                                  |                                                    | 2º turno 8-10 maggio                               | 2º turno 8-10 maggio                               | 2º turno 8-10 maggio                               |                                                    |                         |
|                                                     |                                                     |                                                     |                                                     |                                                     |  |                                |                                |                                |                    |                                  |                                  |                                  |                                  |                                  |                                                    |                                                    |                                                    |                                                    |                                                    |                         |
|                                                     |                                                     |                                                     |                                                     |                                                     |  |                                |                                |                                |                    |                                  |                                  |                                  |                                  |                                  |                                                    |                                                    |                                                    |                                                    |                                                    |                         |
|                                                     |                                                     |                                                     |                                                     |                                                     |  |                                |                                |                                |                    |                                  | 1                                | Brasile                          |                                  |                                  |                                                    |                                                    |                                                    |                                                    |                                                    |                         |
|                                                     |                                                     |                                                     |                                                     |                                                     |  |                                |                                |                                |                    |                                  |                                  | bye                              |                                  |                                  |                                                    | Tunja, Colombia (terra)                            | Tunja, Colombia (terra)                            | Tunja, Colombia (terra)                            | Tunja, Colombia (terra)                            | Tunja, Colombia (terra) |
|                                                     |                                                     |                                                     |                                                     |                                                     |  |                                | bye                            |                                |                    |                                  |                                  |                                  |                                  |                                  | 1                                                  | Brasile                                            | 4                                                  |                                                    |                                                    |                         |
|                                                     |                                                     |                                                     |                                                     |                                                     |  |                                | Uruguay                        |                                |                    | Bogotà, Colombia (terra)         | Bogotà, Colombia (terra)         | Bogotà, Colombia (terra)         | Bogotà, Colombia (terra)         |                                  |                                                    | Colombia                                           | 1                                                  |                                                    |                                                    |                         |
|                                                     |                                                     |                                                     |                                                     |                                                     |  |                                |                                |                                |                    |                                  | Uruguay                          | 0                                |                                  |                                  |                                                    |                                                    |                                                    |                                                    |                                                    |                         |
|                                                     | Lima, Perù (terra)                                  | Lima, Perù (terra)                                  | Lima, Perù (terra)                                  | Lima, Perù (terra)                                  |  |                                |                                |                                |                    |                                  | Colombia                         | 5                                |                                  |                                  |                                                    |                                                    |                                                    |                                                    |                                                    |                         |
|                                                     |                                                     | Uruguay                                             | 4                                                   |                                                     |  |                                |                                |                                |                    |                                  |                                  |                                  |                                  |                                  |                                                    |                                                    |                                                    |                                                    |                                                    |                         |
|                                                     | 2                                                   | Perù                                                | 1                                                   |                                                     |  |                                |                                |                                |                    | Toronto, Canada (cemento indoor) | Toronto, Canada (cemento indoor) | Toronto, Canada (cemento indoor) | Toronto, Canada (cemento indoor) | Toronto, Canada (cemento indoor) |                                                    |                                                    |                                                    |                                                    |                                                    |                         |
|                                                     |                                                     |                                                     |                                                     |                                                     |  |                                |                                |                                |                    |                                  |                                  | Canada                           | 2                                |                                  |                                                    |                                                    |                                                    |                                                    |                                                    |                         |
|                                                     |                                                     |                                                     |                                                     |                                                     |  | Lima, Perù (terra)             | Lima, Perù (terra)             | Lima, Perù (terra)             | Lima, Perù (terra) |                                  |                                  | Ecuador                          | 3                                |                                  |                                                    | Quito, Ecuador (terra)                             | Quito, Ecuador (terra)                             | Quito, Ecuador (terra)                             | Quito, Ecuador (terra)                             | Quito, Ecuador (terra)  |
|                                                     |                                                     |                                                     |                                                     |                                                     |  | Canada                         | 3                              |                                |                    |                                  |                                  |                                  |                                  |                                  | Ecuador                                            | 4                                                  |                                                    |                                                    |                                                    |                         |
|                                                     |                                                     |                                                     |                                                     |                                                     |  | 2                              | Perù                           | 2                              |                    |                                  |                                  |                                  |                                  |                                  | 2                                                  | Perù                                               | 1                                                  |                                                    |                                                    |                         |
|                                                     |                                                     |                                                     |                                                     |                                                     |  |                                |                                |                                |                    |                                  | bye                              |                                  |                                  |                                  |                                                    |                                                    |                                                    |                                                    |                                                    |                         |
|                                                     |                                                     |                                                     |                                                     |                                                     |  |                                |                                |                                |                    |                                  | 2                                | Perù                             |                                  |                                  |                                                    |                                                    |                                                    |                                                    |                                                    |                         |
| Perù retrocessa al Group II della Coppa Davis 2010. | Perù retrocessa al Group II della Coppa Davis 2010. | Perù retrocessa al Group II della Coppa Davis 2010. | Perù retrocessa al Group II della Coppa Davis 2010. | Perù retrocessa al Group II della Coppa Davis 2010. |  |                                |                                |                                |                    |                                  |                                  |                                  |                                  |                                  | Brasile e Ecuador ammesse ai World Group Play-off. | Brasile e Ecuador ammesse ai World Group Play-off. | Brasile e Ecuador ammesse ai World Group Play-off. | Brasile e Ecuador ammesse ai World Group Play-off. | Brasile e Ecuador ammesse ai World Group Play-off. |                         |

## Gruppo II
|                                                                    | Play-off 10-12 luglio                                              | Play-off 10-12 luglio                                              | Play-off 10-12 luglio                                              |                                                                    |                                   | 1º turno 6-8 marzo                           | 1º turno 6-8 marzo                           | 1º turno 6-8 marzo                           |                                              |                                              | 2º turno 10-12 luglio                                   | 2º turno 10-12 luglio                                   | 2º turno 10-12 luglio                                   |                                                         |                                                                   | 3º turno 18-20 settembre                                          | 3º turno 18-20 settembre                                          | 3º turno 18-20 settembre                                          |                                                                   |                                              |
|                                                                    |                                                                    |                                                                    |                                                                    |                                                                    |                                   |                                              |                                              |                                              |                                              |                                              |                                                         |                                                         |                                                         |                                                         |                                                                   |                                                                   |                                                                   |                                                                   |                                                                   |                                              |
|                                                                    |                                                                    |                                                                    |                                                                    |                                                                    |                                   | Città del Messico, Messico (terra)           |                                              |                                              |                                              |                                              |                                                         |                                                         |                                                         |                                                         |                                                                   |                                                                   |                                                                   |                                                                   |                                                                   |                                              |
|                                                                    |                                                                    |                                                                    |                                                                    |                                                                    |                                   | 1                                            | Messico                                      | 5                                            |                                              |                                              |                                                         |                                                         |                                                         |                                                         |                                                                   |                                                                   |                                                                   |                                                                   |                                                                   |                                              |
|                                                                    | Emmastad, Curaçao (cemento)                                        | Emmastad, Curaçao (cemento)                                        | Emmastad, Curaçao (cemento)                                        | Emmastad, Curaçao (cemento)                                        |                                   |                                              | Giamaica                                     | 0                                            |                                              |                                              | Maracaibo, Venezuela (cemento)                          | Maracaibo, Venezuela (cemento)                          | Maracaibo, Venezuela (cemento)                          | Maracaibo, Venezuela (cemento)                          | Maracaibo, Venezuela (cemento)                                    |                                                                   |                                                                   |                                                                   |                                                                   |                                              |
|                                                                    |                                                                    | Giamaica                                                           | 0                                                                  |                                                                    |                                   |                                              |                                              |                                              |                                              | 1                                            | Messico                                                 | 2                                                       |                                                         |                                                         |                                                                   |                                                                   |                                                                   |                                                                   |                                                                   |                                              |
|                                                                    |                                                                    | Antille Olandesi                                                   | 5                                                                  |                                                                    | Barquisimeto, Venezuela (cemento) | Barquisimeto, Venezuela (cemento)            | Barquisimeto, Venezuela (cemento)            | Barquisimeto, Venezuela (cemento)            |                                              | 3                                            | Venezuela                                               | 3                                                       |                                                         |                                                         |                                                                   |                                                                   |                                                                   |                                                                   |                                                                   |                                              |
|                                                                    |                                                                    |                                                                    |                                                                    |                                                                    | 3                                 | Venezuela                                    | 4                                            |                                              |                                              |                                              |                                                         |                                                         |                                                         |                                                         |                                                                   |                                                                   |                                                                   |                                                                   |                                                                   |                                              |
|                                                                    |                                                                    |                                                                    |                                                                    |                                                                    |                                   |                                              | Antille Olandesi                             | 1                                            |                                              |                                              |                                                         |                                                         |                                                         |                                                         |                                                                   | Santo Domingo, Repubblica Dominicana (terra)                      | Santo Domingo, Repubblica Dominicana (terra)                      | Santo Domingo, Repubblica Dominicana (terra)                      | Santo Domingo, Repubblica Dominicana (terra)                      | Santo Domingo, Repubblica Dominicana (terra) |
|                                                                    |                                                                    |                                                                    |                                                                    |                                                                    |                                   |                                              |                                              |                                              |                                              |                                              |                                                         |                                                         |                                                         |                                                         |                                                                   | 3                                                                 | Venezuela                                                         | 2                                                                 |                                                                   |                                              |
|                                                                    |                                                                    |                                                                    |                                                                    |                                                                    |                                   | Santo Domingo, Repubblica Dominicana (terra) | Santo Domingo, Repubblica Dominicana (terra) | Santo Domingo, Repubblica Dominicana (terra) | Santo Domingo, Repubblica Dominicana (terra) | Santo Domingo, Repubblica Dominicana (terra) |                                                         |                                                         |                                                         |                                                         |                                                                   | 4                                                                 | Rep. Dominicana                                                   | 3                                                                 |                                                                   |                                              |
|                                                                    |                                                                    |                                                                    |                                                                    |                                                                    |                                   |                                              | Guatemala                                    | 0                                            |                                              |                                              |                                                         |                                                         |                                                         |                                                         |                                                                   |                                                                   |                                                                   |                                                                   |                                                                   |                                              |
|                                                                    | Nassau, Bahamas (cemento)                                          | Nassau, Bahamas (cemento)                                          | Nassau, Bahamas (cemento)                                          | Nassau, Bahamas (cemento)                                          |                                   | 4                                            | Rep. Dominicana                              | 5                                            |                                              |                                              | San Francisco de Macorís, Repubblica Dominicana (terra) | San Francisco de Macorís, Repubblica Dominicana (terra) | San Francisco de Macorís, Repubblica Dominicana (terra) | San Francisco de Macorís, Repubblica Dominicana (terra) | San Francisco de Macorís, Repubblica Dominicana (terra)           |                                                                   |                                                                   |                                                                   |                                                                   |                                              |
|                                                                    |                                                                    | Guatemala                                                          | 3                                                                  |                                                                    |                                   |                                              |                                              |                                              |                                              | 4                                            | Rep. Dominicana                                         | 3                                                       |                                                         |                                                         |                                                                   |                                                                   |                                                                   |                                                                   |                                                                   |                                              |
|                                                                    |                                                                    | Bahamas                                                            | 2                                                                  |                                                                    | Lambaré, Paraguay (terra)         | Lambaré, Paraguay (terra)                    | Lambaré, Paraguay (terra)                    | Lambaré, Paraguay (terra)                    |                                              | 2                                            | Paraguay                                                | 2                                                       |                                                         |                                                         |                                                                   |                                                                   |                                                                   |                                                                   |                                                                   |                                              |
|                                                                    |                                                                    |                                                                    |                                                                    |                                                                    |                                   | Bahamas                                      | 1                                            |                                              |                                              |                                              |                                                         |                                                         |                                                         |                                                         |                                                                   |                                                                   |                                                                   |                                                                   |                                                                   |                                              |
|                                                                    |                                                                    |                                                                    |                                                                    |                                                                    |                                   | 2                                            | Paraguay                                     | 4                                            |                                              |                                              |                                                         |                                                         |                                                         |                                                         |                                                                   |                                                                   |                                                                   |                                                                   |                                                                   |                                              |
| Giamaica e Bahamas retrocesse al Group III della Coppa Davis 2010. | Giamaica e Bahamas retrocesse al Group III della Coppa Davis 2010. | Giamaica e Bahamas retrocesse al Group III della Coppa Davis 2010. | Giamaica e Bahamas retrocesse al Group III della Coppa Davis 2010. | Giamaica e Bahamas retrocesse al Group III della Coppa Davis 2010. |                                   |                                              |                                              |                                              |                                              |                                              |                                                         |                                                         |                                                         |                                                         | Repubblica Dominicana promossa al Group I della Coppa Davis 2010. | Repubblica Dominicana promossa al Group I della Coppa Davis 2010. | Repubblica Dominicana promossa al Group I della Coppa Davis 2010. | Repubblica Dominicana promossa al Group I della Coppa Davis 2010. | Repubblica Dominicana promossa al Group I della Coppa Davis 2010. |                                              |

## Gruppo III
|   | Pool A            | ESA | BOL | BAR | HAI |   |                  | Pool B | CUB | PUR | CRC | HON |
| 1 | El Salvador (2-0) |     | 3-0 | 2-1 | —   | 1 | Cuba (3-0)       |        | 3-0 | 3-0 | 3-0 |     |
| 2 | Bolivia (1-1)     | 0-3 |     | 2-1 | —   | 2 | Porto Rico (2-1) | 0-3    |     | 2-1 | 2-1 |     |
| 3 | Barbados (0-2)    | 1-2 | 1-2 |     | —   | 3 | Costa Rica (1-2) | 0-3    | 1-2 |     | 3-0 |     |
| 4 | Haiti (ritirata)  | —   | —   | —   |     | 4 | Honduras (0-3)   | 0-3    | 1-2 | 0-3 |     |     |

|   | Pool Promozione   | ESA | BOL | CUB | PUR |   |                  |     | CRC | BAR | HON | HAI |
| 1 | El Salvador (3-0) |     | 3-0 | 3-0 | 3-0 | 1 | Costa Rica (2-0) |     | 2-1 | 3-0 | —   |     |
| 2 | Bolivia (2-1)     | 0-3 |     | 2-1 | 2-1 | 2 | Barbados (1-1)   | 1-2 |     | 3-0 | —   |     |
| 3 | Cuba (2-1)        | 0-3 | 1-2 |     | 3-0 | 3 | Honduras (0-2)   | 0-3 | 0-3 |     | —   |     |
| 4 | Porto Rico (0-3)  | 0-3 | 1-2 | 0-3 |     | 4 | Haiti (ritirata) | —   | —   | —   |     |     |

- El Salvador e  Bolivia promosse al Group II nel 2010.
- Barbados e  Honduras retrocesse al Group IV nel 2010.

## Gruppo IV
|   |                               | ARU | BER | ISV | TRI | PAN |
| 1 | Aruba (4-0)                   |     | 2-1 | 2-1 | 2-1 | 2-1 |
| 2 | Bermuda (3-1)                 | 1-2 |     | 2-1 | 2-1 | 3-0 |
| 3 | Isole Vergini Americane (2-2) | 1-2 | 1-2 |     | 2-1 | 2-1 |
| 4 | Trinidad e Tobago (1-3)       | 1-2 | 1-2 | 1-2 |     | 2-1 |
| 5 | Panama (0-4)                  | 1-2 | 0-3 | 1-2 | 1-2 |     |

- Aruba e  Bermuda promosse al Gruppo III nel 2010.